# ماتياس فرنانديز كورديرو
ماتياس فرنانديز كورديرو (بالإسبانية: Matías Fernández Cordero)‏ هو لاعب كرة قدم تشيلي في مركز الدفاع، ولد في 14 أغسطس 1995 في فالبارايسو في تشيلي. لعب مع سانتياغو واندررز.

## وصلات خارجية
- ماتياس فرنانديز كورديرو على موقع قاعدة بيانات كرة القدم.إي يو (الإنجليزية)
- ماتياس فرنانديز كورديرو على موقع ناشيونال فوتبول تيمز (الإنجليزية)
- ماتياس فرنانديز كورديرو على موقع Soccerway.com (الإنجليزية)
- ماتياس فرنانديز كورديرو على موقع عالم كرة القدم.نت (الإنجليزية)
- ماتياس فرنانديز كورديرو على موقع AS.com (الإسبانية)